# Gilles Mirallès
Gilles Mirallès (* 8. Februar 1966 in Grasse; † 28. Januar 2022 in Ferney-Voltaire) war ein französischer Schachspieler.
Die französische Meisterschaft konnte er zweimal gewinnen: 1986 und 1989. Er spielte für Frankreich bei drei Schacholympiaden: 1986 bis 1990. Außerdem nahm er an der europäischen Mannschaftsmeisterschaft (1989) und an der Mannschaftsweltmeisterschaft (1985) teil. In der deutschen Bundesliga spielte er für den PSV Duisburg.
Im Jahre 1985 wurde ihm der Titel Internationaler Meister (IM) verliehen. Der Großmeister-Titel (GM) wurde ihm 1997 verliehen.
| Die zur Anzeige dieser Grafik verwendete Erweiterung wurde dauerhaft deaktiviert. Wir arbeiten aktuell daran, diese und weitere betroffene Grafiken auf ein neues Format umzustellen. (Mehr dazu) |